# Analí Cabrera
Ana Luisa Cabrera Villarreal (Lima, 21 de junio de 1959-Lima, 21 de junio de 2011), conocida con el nombre artístico de Analí Cabrera y también como Chelita, fue una vedette, deportista, actriz y bailarina peruana. Formó parte del elenco del exitoso programa de televisión cómico Risas y Salsa. 
Su larga y destacada trayectoria fue reconocida y premiada por el Ministerio de Trabajo y Promoción del Empleo.

## Biografía

### Primeros años
Nacida el 21 de junio de 1959 en Lima. Era la hija mayor de una familia de 14 hermanos. Perteneció al grupo Histrión en el que, al lado de Adolfo Chuiman, se inició en la actuación, aunque sus primeros sueldos los recibió como bailarina de café teatro.

### 1980-1999:Risas y salsa
Se inició en 1980 en la televisión. Saltó a la fama en el sketch llamado El Jefecito, protagonizado junto con Antonio Salim, en el programa cómico sabatino Risas y salsa. También participaba en otros, como El Matrimonio, Amor imposible y La guerra de los sexos.

### Programas de vida saludable
Con el propósito de promover la vida sana y el deporte, Cabrera recibió el visto bueno de Panamericana para su programa de vida saludable en 1997. Posteriormente, condujo el programa de salud Ponte en forma con Analí y fundó su propio gimnasio ubicado en el Distrito de San Miguel. Cabrera tuvo secuencias en los programas Buenos días, Perú de Panamericana Televisión y Para todos, de Canal A.

### Fallecimiento
En 2007 le diagnosticaron cáncer de mama, enfermedad que anunció oficialmente en 2008 para una campaña de concientización; en marzo de 2011 fue internada en situación crítica. El 21 de junio de 2011, el mismo día de su cumpleaños número 51, a las 5:35 a. m., Analí Cabrera falleció en la casa de la familia de su pareja, donde ella vivía hacía varios años. 
Después de que la noticia se hizo pública, sus seguidores, amigos, varios artistas y políticos declararon su pena ante su fallecimiento, incluyendo al expresidente de la República Alan García Pérez, quien, en diálogo con la prensa, expresó: "Todos sabemos la profunda significación que tendrá para siempre esta novia de todos los peruanos. ‘Chelita’, una novia que todos los peruanos hubiéramos querido tener". Fue pareja de Havier Arboleda hasta el día de su fallecimiento.
Su cuerpo fue cremado y, luego, gran parte de sus cenizas fueron esparcidas en la playa Naplo, mientras que la otra parte las mantiene su pareja. Hasta el crematorio "Jardines de la Paz" llegaron multitud de personas para expresar muchas muestras de cariño a su familia.

## Vida privada
Estuvo casada por ocho años con Rodolfo Carrión, quien interpretaba al secretario de El Jefecito.
Después de su separación de Carrión, tuvo una relación de 12 años con el productor de televisión Luis Carrizales Stoll y posteriormente con Luis Eduardo Giraldo Serna, actor Colombiano especializado en teatro.

## Filmografía

### Televisión
- 1980-1990, 1994-1996: Risas y salsa
- 1987: El jefecito (1987) como Graciela Muchotrigo 'Chelita'
- 1988-1992: Aeróbicos con Analí
- 1993-1994: Las mil y una de Carlos Álvarez
- 1997-1999: Risas y salsa, bajo la prod. de Efraín Aguilar.
- 1997 -1998: Adelgace bailando con Analí.
- 2005: María de los Ángeles como Verónica

### Cine
- 2010: Rehenes
- 2011: La Huerta Perdida[13]

## Teatro
- 2003: Sin ropa en la pensión[14]
- 2004: Matrimonio.com[15]
- 2006: Solo un sueño[16]
- 2008: Las viejas amistades
- 2009: Uno para las tres
- 2009: Será un santo mi marido
- 2010: Sin cuenta de años